# Raven (série télévisée, 2017)
Pour les articles homonymes, voir Raven.
Phénomène Raven
Raven (Raven's Home) est une série télévisée américaine en 123 épisodes créée par Michael Poryes et Susan Sherman et diffusée entre le 21 juillet 2017 et le 3 septembre 2023 sur Disney Channel,. La série est un spin-off de la série de Disney Channel Phénomène Raven, diffusée entre 2003 et 2007. Il s'agit du second spin-off de cette série après Cory est dans la place (2007-2008).
En France, la série a été diffusée en avant-première le 11 novembre 2017 puis à partir du 8 janvier 2018 sur Disney Channel France. Au Québec, elle a été diffusée à partir du 4 mai 2018 sur La Chaîne Disney.

## Synopsis
Dans cette nouvelle suite, qui se déroule 10 ans plus tard, Raven est séparée de Devon. Elle et sa meilleure amie Chelsea sont toutes  les deux mères divorcées. Elles ont emménagé ensemble dans une maison à Chicago. Raven est la mère de faux jumeaux, Nia et Booker. Chelsea est quant à elle la mère d'un garçon, Levi. Les péripéties vont venir perturber l'incroyable colocation lorsque Raven réalisera que son fils Booker a hérité de ses visions.

## Distribution

### Personnages principaux
| Voix originale        | Personnages          | Voix française                                              | Saisons    | Saisons    | Saisons    | Saisons    | Saisons    | Saisons    |
| Voix originale        | Personnages          | Voix française                                              | Saison 1   | Saison 2   | Saison 3   | Saison 4   | Saison 5   | Saison 6   |
| --------------------- | -------------------- | ----------------------------------------------------------- | ---------- | ---------- | ---------- | ---------- | ---------- | ---------- |
| Raven-Symoné          | Raven Baxter         | Barbara Tissier                                             | Principale | Principale | Principale | Principale | Principale | Principale |
| Issac Ryan Brown      | Booker Baxter-Carter | Matt Mouredon Julien Crampon (4.01)                         | Principal  | Principal  | Principal  | Principal  | Principal  | Principal  |
| Navia Robinson        | Nia Baxter-Carter    | Lila Lacombe                                                | Principale | Principale | Principale | Principale |            |            |
| Jason Maybaum         | Levi Grayson         | Kaycie Chase                                                | Principal  | Principal  | Principal  | Principal  |            |            |
| Sky Katz              | Tess O'Malley        | Kelly Marot                                                 | Principale | Principale | Principale | Principale |            | Invitée    |
| Anneliese Van der Pol | Chelsea Grayson      | Malvina Germain (saisons 1 à 4) Laurence Sacquet (saison 5) | Principale | Principale | Principale | Principale | Invitée    |            |
| Mykal-Michelle Harris | Alice Baxter         | Lévanah Solomon                                             |            |            |            |            | Principale | Principale |
| Felix Avitia          | Neil                 | Arthur Raynal                                               |            |            |            |            | Principal  | Principal  |
| Emmy Liu-Wang         | Ivy Chen             | Zina Khakhoulia                                             |            |            |            |            | Principale | Principale |
| Rondell Sheridan      | Victor Baxter        | Jean-Paul Pitolin                                           |            | Invitée    |            |            | Principal  | Principal  |

## Production
La série est créée le 27 octobre 2016.
La première saison est diffusée du 21 juillet 2017 au 20 octobre 2017.
La saison deux a été annoncée le 14 août 2017. Le 10 octobre 2017, la série est officiellement renouvelée pour une deuxième saison. La production a débuté en novembre 2017 et s'est terminée le 20 juillet 2018.
Elle est diffusée du 25 juin 2018 au 30 novembre 2018.
Le 10 octobre 2018, l'actrice Raven-Symoné a annoncé le renouvellement de la série pour une troisième saison. Disney Channel officialise cette troisième saison le 29 novembre 2018. Le tournage a débuté le 8 novembre 2018 et s'est terminé le 26 juillet 2019.
Elle est diffusée du 17 juin 2019 au 3 mai 2020.
Les deux premières saisons sont disponibles sur la plateforme Disney+, depuis son lancement en France le 7 avril 2020. La troisième saison est disponible sur Disney+ en France depuis le 22 janvier 2021.[réf. nécessaire]
Le 16 octobre 2019, la série est renouvelée pour une quatrième et dernière saison. La production a débuté le 21 novembre 2019. Mais après 9 épisodes tournés, en raison de problèmes de COVID-19, la production a été suspendue le 14 mars 2020. La production a repris le 11 septembre 2020. Si le premier épisode de la saison 4, le cross-over avec Camp Kikiwaka, est bien diffusé le 24 juillet 2020 comme prévu, la suite de la saison sera finalement diffusée entre le 9 octobre 2020 et le 21 mai 2021 sur Disney Channel et Disney Now.[réf. nécessaire]
Le 29 janvier 2021, le tournage de la saison 4 est officiellement terminé.
Le 9 juin 2021, la série est renouvelée pour une cinquième saison.
Le 11 mars 2022, la premier épisode de la saison 5 démarre sur Disney Channel. Cette nouvelle saison marque le départ de nombreux acteurs : Navia Robinson, Anneliese van der pol, Jason Maybaum et Sky Katz. La musique de générique est également remixée et l'introduction retournée pour accueillir les nouveaux acteurs de cette saison : Mykal-Michelle Harris, Felix Avitia et Emmy Liu-Wang. On notera aussi le retour de Rondell Sheridan, père de Raven dans la série original : Phénomène Raven. Les scénaristes de la saison 1, Jed Elinoff & Scott Thomas, sont de retour cette saison.
Le 10 septembre 2022, la série est renouvelée pour une sixième saison,.
Le 7 mai 2023, il a été annoncé que la production de la sixième saison avait été interrompue en raison de la grève de la Writers Guild of America 2023.
La sixième saison est diffusée entre le 9 avril 2023 et le 3 septembre 2023 avec un total de 18 épisodes sur les 20 épisodes prévus.
Le 15 mai 2024, il a été annoncé que la série se terminait après six saisons et qu'un pilote dérivé intitulé Alice in the Palace avait été commandé.

### Fiche technique
Sauf indication contraire, les informations mentionnées dans cette section peuvent être confirmées par la base de données cinématographiques IMDb,  présente dans la section « Liens externes ».
- Titre original : Raven's Home
- Titre français : Raven
- Création : Michael Poryes & Susan Sherman
- Réalisation : Bryan Hays & John Simmons
- Scénario : Jed Elinoff & Scott Thomas
- Musique :
  - Compositeur(s) : Bert Jacobus Martinus Selen & Bud'da
  - Compositeur(s) de musique thématique : Andy Love, Joacim Persson & Johan Alkenäs
  - Thème d'ouverture : Theme Song 🎶 | Raven's Home | Disney Channel
- Production :
  - Producteur(s) : Julie Tsutsui
  - Producteur(s) exécutive(s) : Jed Elinoff & Scott Thomas, Raven-Symoné, Michael Feldman, Dava Savel, Eunetta T. Boone, Warren Hutcherson
- Société(s) de production : Disney Channel, It's a Laugh Productions
- Pays d'origine :  États-Unis
- Langue d'origine : Anglais
- Format :
  - Format image : 720p (HDTV)
  - Format audio : 5.1 surround sound
- Genre : Comédie
- Durée : 22-24 minutes
- Date de première diffusion :
  - 21 juillet 2017 sur Disney Channel
  - 11 novembre 2017 sur Disney Channel
- Classification : déconseillé aux moins de 7 ans

#### Adaptation

##### Version française
- Société de doublage : Dubbing Brothers
- Direction artistique : Dorothée Pousséo
- Adaptation des dialogues : Ghislaine Ghozes, Sauvane Delanoë Source et légende : version française (VF) sur RS Doublage[15]

## Épisodes
| Saison | Saison | Épisodes | États-Unis      | États-Unis       |
| Saison | Saison | Épisodes | Début           | Fin              |
| ------ | ------ | -------- | --------------- | ---------------- |
|        | 1      | 13       | 21 juillet 2017 | 20 octobre 2017  |
|        | 2      | 21       | 25 juin 2018    | 30 novembre 2018 |
|        | 3      | 26       | 17 juin 2019    | 3 mai 2020       |
|        | 4      | 20       | 24 juillet 2020 | 21 mai 2021      |
|        | 5      | 25       | 11 mars 2022    | 2 décembre 2022  |
|        | 6      | 18       | 9 avril 2023    | 3 septembre 2023 |

### Saison 1 (2017)
| No | #  | Titre français              | Titre original                  | Diffusion originale | Code prod. |
| -- | -- | --------------------------- | ------------------------------- | ------------------- | ---------- |
| 1  | 1  | Raven est de retour         | Baxter's Back!                  | 21 juillet 2017     | 101        |
| 2  | 2  | Colocation compliquée       | Big Trouble in Little Apartment | 28 juillet 2017     | 103        |
| 3  | 3  | Deux familles sinon rien    | The Baxters Get Bounced         | 4 août 2017         | 102        |
| 4  | 4  | Un week-end comme chez papa | The Bearer of Dad News          | 11 août 2017        | 104        |
| 5  | 5  | Nia maquille son mensonge   | You're Gonna Get It             | 18 août 2017        | 105        |
| 6  | 6  | Les mamans font la fête     | Adventures in Mommy-Sitting     | 25 août 2017        | 107        |
| 7  | 7  | Le Premier Bal              | Dancing Tween                   | 8 septembre 2017    | 108        |
| 8  | 8  | Le Système Levi             | Vending the Rules               | 15 septembre 2017   | 109        |
| 9  | 9  | Peine de cœur               | In-vision of Privacy            | 22 septembre 2017   | 111        |
| 10 | 10 | Peur d'un clown             | Fears of a Clown                | 29 septembre 2017   | 106        |
| 11 | 11 | Le Fantôme de l'immeuble    | The Baxtercism of Levi Grayson  | 6 octobre 2017      | 110        |
| 12 | 12 | Soirée surprise             | Dream Moms                      | 13 octobre 2017     | 113        |
| 13 | 13 | L'Artiste de la famille     | Vest in Show                    | 20 octobre 2017     | 112        |

### Saison 2 (2018)
| №      | #      | Titre français                                                | Titre français                                                | Titre original                                                                     | Diffusion originale                              | Code prod. |
| ------ | ------ | ------------------------------------------------------------- | ------------------------------------------------------------- | ---------------------------------------------------------------------------------- | ------------------------------------------------ | ---------- |
| 1415   | 12     | Raven et le faucon : 1re partieRaven et le faucon : 2e partie | Raven et le faucon : 1re partieRaven et le faucon : 2e partie | The Falcon and the Raven: Part IThe Falcon and the Raven: Part II                  | 25 juin 201826 juin 2018                         | 201202     |
| 16     | 3      | Révélation                                                    | Révélation                                                    | Because                                                                            | 27 juin 2018                                     | 203        |
| 17     | 4      | Coupable idéale                                               | Coupable idéale                                               | Cop to It                                                                          | 28 juin 2018                                     | 204        |
| 18     | 5      | La première                                                   | La première                                                   | Weirder Things                                                                     | 3 juillet 2018                                   | 205        |
| 19     | 6      | Faux pas                                                      | Faux pas                                                      | The Missteps                                                                       | 6 juillet 2018                                   | 206        |
| 20     | 7      | Cousu de fil blanc                                            | Cousu de fil blanc                                            | All Sewn Up                                                                        | 10 juillet 2018                                  | 207        |
| 21     | 8      | Papa où tu es ?                                               | Papa où tu es ?                                               | Oh Father, Where Art Thou?                                                         | 13 juillet 2018                                  | 208        |
| 22     | 9      | Problèmes avec Levi                                           | Problèmes avec Levi                                           | The Trouble with Levi                                                              | 20 juillet 2018                                  | 210        |
| 23     | 10     | La Manifestation                                              | La Manifestation                                              | Head Over Wheels                                                                   | 27 juillet 2018                                  | 214        |
| 24     | 11     | La Mère la plus intéressante du monde                         | La Mère la plus intéressante du monde                         | The Most Interesting Mom in the World                                              | 31 juillet 2018                                  | 215        |
| 252627 | 121314 | Sleevemore                                                    | FigéRetrouvéL'avenir                                          | Sleevemore Part One: FrozenSleevemore Part Two: FoundSleevemore Part Three: Future | 21 septembre 201828 septembre 20185 octobre 2018 | 211212213  |
| 28     | 15     | Raven Remix                                                   | Raven Remix                                                   | Raven's Home: Remix                                                                | 12 octobre 2018                                  | 209        |
| 29     | 16     | Des bonbons ou un échange                                     | Des bonbons ou un échange                                     | Switch-or-Treat                                                                    | 19 octobre 2018                                  | 220        |
| 30     | 17     | Appelez-moi Vic!                                              | Appelez-moi Vic!                                              | Just Call Me Vic                                                                   | 26 octobre 2018                                  | 217        |
| 31     | 18     | La retraite                                                   | La retraite                                                   | New Dog, Old Trick                                                                 | 2 novembre 2018                                  | 218        |
| 32     | 19     | La fête d'anniversaire                                        | La fête d'anniversaire                                        | It's Your Party and I'll Spy If I Want To                                          | 9 novembre 2018                                  | 219        |
| 33     | 20     | Les Ambassadeurs                                              | Les Ambassadeurs                                              | Winners and Losers                                                                 | 16 novembre 2018                                 | 216        |
| 34     | 21     | Super nature                                                  | Super nature                                                  | Keepin' It Real                                                                    | 30 novembre 2018                                 | 221        |

### Saison 3 (2019-2020)
| №  | #  | Titre français                   | Titre original               | Diffusion originale | Code prod. |
| -- | -- | -------------------------------- | ---------------------------- | ------------------- | ---------- |
| 35 | 1  | Retrouvailles                    | Friend-Ship                  | 17 juin 2019        | 303        |
| 36 | 2  | Mères en mer                     | Lost at Chel-Sea             | 24 juin 2019        | 304        |
| 37 | 3  | Smoky Flow                       | Smoky Flow                   | 1er juillet 2019    | 301        |
| 38 | 4  | En pleine tempête                | Twister, Sister              | 8 juillet 2019      | 302        |
| 39 | 5  | "Une" mode d'expression          | Dress to Express             | 15 juillet 2019     | 306        |
| 40 | 6  | Vengeance en musique             | Diss Track                   | 22 juillet 2019     | 305        |
| 41 | 7  | Que justice soit faite           | Disorder in the Court        | 13 septembre 2019   | 307        |
| 42 | 8  | Rattrapage                       | School House Trap            | 20 septembre 2019   | 309        |
| 43 | 9  | Californie, nous voilà !         | Cali Dreams                  | 27 septembre 2019   | 310        |
| 44 | 10 | L'Abominable voisin              | Creepin' It Real             | 11 octobre 2019     | 314        |
| 45 | 11 | Coupées du monde                 | Girls Just Wanna Have Phones | 18 octobre 2019     | 308        |
| 46 | 12 | Tu t'es vu en tutu ?             | Friday Night Tights          | 25 octobre 2019     | 311        |
| 47 | 13 | La jalousie est un vilain défaut | It's Not Easy Being Green    | 1er novembre 2019   | 312        |
| 48 | 14 | Mauvaises fréquentations         | Crewed Up                    | 15 novembre 2019    | 313        |
| 49 | 15 | Le weekend des papas             | Sorry to Father You          | 22 novembre 2019    | 315        |
| 50 | 16 | La folie de Noël                 | Bah Humbugged                | 6 décembre 2019     | 319        |
| 51 | 17 | Vive l'Angleterre                | The Foreign Identity         | 23 février 2020     | 316        |
| 52 | 18 | Faux amis                        | What About Your Friends?     | 1er mars 2020       | 324        |
| 53 | 19 | Adoleçons                        | Adolessons                   | 8 mars 2020         | 317        |
| 54 | 20 | À un cheveu près                 | Close Shave                  | 15 mars 2020        | 318        |
| 56 | 21 | La cagnotte                      | Hoop Dreams                  | 22 mars 2020        | 320        |
| 56 | 22 | Le critique                      | Slammed                      | 29 mars 2020        | 321        |
| 57 | 23 | Nouvelle carrière                | On Edge                      | 5 avril 2020        | 322        |
| 58 | 24 | Le vieux canapé                  | The Story So-fa              | 19 avril 2020       | 323        |
| 59 | 25 | Influenceuse                     | In Shoe-encer                | 26 avril 2020       | 325        |
| 60 | 26 | Chasse au trésor                 | Level Up                     | 3 mai 2020          | 326        |

### Saison 4 (2020-2021)
| №    | #  | Titre français                                            | Titre original                                        | Diffusion originale | Code prod. |
| ---- | -- | --------------------------------------------------------- | ----------------------------------------------------- | ------------------- | ---------- |
| 61   | 1  | Raven au Camp Kikiwaka (cross-over avec Camp Kikiwaka)    | Raven About Bunk'd (cross-over avec Camp Kikiwaka)    | 24 juillet 2020     | 409        |
| 62   | 2  | Le fantôme du 4 B                                         | Don't Trust the G in Apartment 4B                     | 9 octobre 2020      | 407        |
| 63   | 3  | L'imposteur                                               | Baking Bad                                            | 23 octobre 2020     | 401        |
| 64   | 4  | Fête d'anniversaire                                       | Big Little Surprise                                   | 6 novembre 2020     | 402        |
| 65   | 5  | Soirée Mega Fun                                           | Tesscue Me                                            | 13 novembre 2020    | 403        |
| 66   | 6  | Les assistants                                            | Sharp Job-jects                                       | 20 novembre 2020    | 404        |
| 67   | 7  | Mentor menteuse                                           | How I Met Your Mentor                                 | 27 novembre 2020    | 405        |
| 6869 | 89 | La folie de Noël : 1re partieLa folie de Noël : 2e partie | Mad About Yuletide: Part IMad About Yuletide: Part II | 18 décembre 2020    | 413414     |
| 70   | 10 | La cinquième roue du carrosse                             | Wheel of Misfortune                                   | 19 mars 2021        | 406        |
| 71   | 11 | Grève à l'école                                           | Diff'rent Strikes                                     | 26 mars 2021        | 408        |
| 72   | 12 | La lettre                                                 | Fresh Off the Note                                    | 2 avril 2021        | 410        |
| 73   | 13 | Le club de débat                                          | 10 Things Debate About You                            | 9 avril 2021        | 411        |
| 74   | 14 | Les rôles de nos vies                                     | Plays of Our Lives                                    | 16 avril 2021       | 412        |
| 75   | 15 | Écrans et gourmandises                                    | The Slumber Years                                     | 23 avril 2021       | 415        |
| 76   | 16 | L'essentiel selon Tess                                    | Bless This Tess                                       | 30 avril 2021       | 416        |
| 77   | 17 | La Bar mitzvah                                            | American Torah Story                                  | 7 mai 2021          | 417        |
| 78   | 18 | Le droit de protester                                     | Say Yes to the Protest                                | 14 mai 2021         | 418        |
| 79   | 19 | Le Prince de Première année                               | Saved by the Belle                                    | 21 mai 2021         | 419        |
| 80   | 20 | Les enfants au volants                                    | So You Think You Can Drive                            | 21 mai 2021         | 420        |

### Saison 5 (2022)
| №   | #  | Titre français                      | Titre original,                | Diffusion originale | Code prod. |
| --- | -- | ----------------------------------- | ------------------------------ | ------------------- | ---------- |
| 81  | 1  | Le mauvais Victor                   | The Wrong Victor               | 11 mars 2022        | 501        |
| 82  | 2  | Le grand Sammich                    | The Big Sammich                | 18 mars 2022        | 502        |
| 83  | 3  | Les évadés                          | Escape from Pal-Catraz         | 25 mars 2022        | 503        |
| 84  | 4  | Un tramway nommé duperie            | A Streetcar Named Conspire     | 1er avril 2022      | 504        |
| 85  | 5  | Mauvais influence                   | Clique Bait                    | 8 avril 2022        | 505        |
| 86  | 6  | Vol à l'école                       | 21 Lunch Street                | 15 avril 2022       | 506        |
| 87  | 7  | Du temps pour soi                   | Retreat Yourself               | 22 avril 2022       | 507        |
| 88  | 8  | Le nouveau, c'est moi !             | New Kid on the Chopping Block  | 29 avril 2022       | 508        |
| 89  | 9  | La revanche de Mr Petracelli        | Mr. Petracelli's Revenge       | 6 mai 2022          | 509        |
| 90  | 10 | Rendez-vous manqués                 | Date Expectations              | 13 mai 2022         | 510        |
| 91  | 12 | Chill Grill en danger               | The Great Chill Grill Giveaway | 10 juin 2022        | 511        |
| 92  | 12 | La vérité ne tient qu'à un cheveu   | Truth or Hair                  | 17 juin 2022        | 512        |
| 93  | 13 | Le déjeuner de la discorde          | Munch Ado About Lunching       | 24 juin 2022        | 513        |
| 94  | 14 | Associés                            | To Halve & Halve Not           | 1er juillet 2022    | 514        |
| 95  | 15 | La Force du mannequin               | The Fierce Awakens             | 8 juillet 2022      | 517        |
| 96  | 16 | Le grand hôtel Booker-Pest          | The Grand Booker-Pest Hotel    | 15 juillet 2022     | 518        |
| 97  | 17 | La nouvelle Tasha                   | The Girl Who Cried Tasha       | 2 octobre 2022      | 515        |
| 98  | 18 | Se passer l'astro-corde au cou      | Tying the Astro-Knot           | 10 octobre 2022     | 519        |
| 99  | 19 | On fête les 100 ans                 | Keeping It 100                 | 14 octobre 2022     | 520        |
| 100 | 20 | Stylé et profilé                    | Stylin' & Profilin'            | 21 octobre 2022     | 521        |
| 101 | 21 | Le burger géant                     | Big Burger, Small Fry          | 28 octobre 2022     | 522        |
| 102 | 22 | Raven et l'usine de la mode         | Raven and the Fashion Factory  | 4 novembre 2022     | 523        |
| 103 | 23 | Une journée sans les Baxter         | A Day Without Baxters          | 11 novembre 2022    | 524        |
| 104 | 24 | Un cadeau pour Pop-pop              | Bridge Over Troubled Daughter  | 18 novembre 2022    | 525        |
| 105 | 25 | Noël à la compagne chez les Cousins | A Country Cousin Christmas     | 2 décembre 2022     | 516        |

### Saison 6 (2023)
| №      | #  | Titre français                                                | Titre original,                                         | Diffusion originale       | Code prod. |
| ------ | -- | ------------------------------------------------------------- | ------------------------------------------------------- | ------------------------- | ---------- |
| 106107 | 12 | Vacances en Europe : 1re partieVacances en Europe : 2e partie | European Rae-cation: Part IEuropean Rae-cation: Part II | 9 avril 202316 avril 2023 | 601602     |
| 108    | 3  | La meilleure offre                                            | Sold to the Highest Fibber                              | 23 avril 2023             | 603        |
| 109    | 4  | La revanche de Barbe Bleue                                    | Blues Beard's Revenge                                   | 7 mai 2023                | 604        |
| 110    | 5  | Les meilleurs amis de Tess                                    | Tess Friends Forever                                    | 14 mai 2023               | 605        |
| 111    | 6  | I.A, I.A, Oh !                                                | A.I., A.I., Oh… Snap!                                   | 21 mai 2023               | 606        |
| 112    | 7  | Partie de mensonge                                            | Lizard Let Lie                                          | 4 juin 2023               | 607        |
| 113    | 8  | L'acolyte frappe fort                                         | Ain't That a Sidekick in the Head                       | 11 juin 2023              | 608        |
| 114    | 9  | Voilà ce qui s'est passé...                                   | What Had Happened Was…                                  | 18 juin 2023              | 610        |
| 115    | 10 | Les geeks sortent en douce                                    | Sneaks and Geeks                                        | 25 juin 2023              | 609        |
| 116    | 11 | Retour à la réalité                                           | Reality Check                                           | 2 juillet 2023            | 611        |
| 117    | 12 | Travailler pour The Weeknd                                    | Working for the Weekend                                 | 23 juillet 2023           | 612        |
| 118    | 13 | Ça vient de sortir !                                          | Drop it Like it's Hot!                                  | 30 juillet 2023           | 613        |
| 119    | 14 | Le clone de Raven                                             | Raven’s Clone                                           | 6 août 2023               | 614        |
| 120    | 15 | M'accordez-vous cette danse ?                                 | Cuda I Have This Dance?                                 | 13 août 2023              | 615        |
| 121    | 16 | Les ventes sont là                                            | You've Got Sale                                         | 20 août 2023              | 616        |
| 122    | 17 | Sur le fil de couture                                         | Gown to the Wire                                        | 27 août 2023              | 617        |
| 123    | 18 | À qui est cette marque, déjà ?                                | Whose Line is it Anyway?                                | 3 septembre 2023          | 618        |

## Audiences
| Saison | Épisodes | Lancement         | Lancement       | Fin de saison     | Fin de saison   |
| Saison | Épisodes | Date de diffusion | Téléspectateurs | Date de diffusion | Téléspectateurs |
| ------ | -------- | ----------------- | --------------- | ----------------- | --------------- |
| 1      | 13       | 21 juillet 2017   | 3 503 000       | 20 octobre 2017   | 1 266 000       |
| 2      | 21       | 25 juin 2018      | 956 000         | 30 novembre 2018  | 747 000         |
| 3      | 26       | 17 juin 2019      | 631 000         | 3 mai 2020        | 397 000         |
| 4      | 20       | 24 juillet 2020   | 715 000         | 21 mai 2021       | 331 000         |
| 5      | 25       | 11 mars 2022      | 240 000         | 2 décembre 2022   | 162 000         |
| 6      | 18       | 9 avril 2023      | 90 000          | 3 septembre 2023  | 110 000         |